# وویسیل
وویسیل (به بلغاری: Voisil) یک منطقهٔ مسکونی در بلغارستان است که در استان پلوودیو واقع شده‌است. وویسیل ۱۸٫۱۹۱ کیلومتر مربع مساحت و ۱٬۰۲۸ نفر جمعیت دارد و ۱۸۴ متر بالاتر از سطح دریا واقع شده‌است.